# Алексеев, Евгений Николаевич
Евгений Николаевич Алексеев (22 марта 1919 — 28 февраля 2005) — советский баскетболист и баскетбольный тренер. Заслуженный мастер спорта СССР (1947). Заслуженный тренер СССР (1960).

## Биография
Родился в Москве в рабочей семье. В три года остался сиротой. После детского дома был принят семьёй дальних родственников.
Окончив школу в 1935 году, работал слесарем на Московском пищевом комбинате. В 1939 году окончил Школу тренеров института физкультуры (ГЦОЛИФК), а в 1940 году — Краснознаменный военный факультет при Государственном центральном институте физической культуры в Москве.
Выступал за команду «Локомотив», в составе которой, участвуя в первом клубном чемпионате СССР 1937 года, стал бронзовым призёром, затем в 1938 — серебряным призёром, а в 1939 году — чемпионом СССР.
В 1940 году перешёл в ЦСКА.
С начала Великой Отечественной войны на фронте, был контужен. Награждён орденом Красной Звезды, орденом Отечественной войны II степени (06.04.1985).
В 1944 году возобновились чемпионаты СССР по баскетболу. В 1945 году в Тбилиси ЦДСА впервые завоевала титул чемпиона СССР.
В 1947 году в Праге (Чехословакия) сборная СССР впервые участвовала в чемпионате Европы. В финале чемпионата советские баскетболисты разгромили хозяев — сборную Чехословакии, и стали чемпионами Европы. За эту важную победу капитан сборной Евгений Алексеев был удостоен почетного звания заслуженного мастера спорта.
В 1949 году по воле командующего авиацией Московского военного округа Василия Сталина команда ЦДКА в полном составе была переведена в клуб ВВС МВО и усилена игроками из других клубов страны. В составе этой команды в течение последующих четырёх лет Е.Алексеев становился бронзовым призёром (1949, 1950), вице-чемпионом (1951) и чемпионом СССР (1952). В 1950 и 1951 году — финалист Кубка СССР.

### Тренерская карьера
В 1953 году завершил спортивную карьеру и, с перерывом в один год, до самого выхода в отставку, 14 лет работал главным тренером мужской команды ЦСКА. Под его руководством ЦСКА шесть раз подряд становился чемпионом СССР, дважды выигрывала Кубок Европейских чемпионов. Его ведущие игроки в составе сборной Москвы дважды побеждали в Спартакиадах народов СССР.
В 1960 году Е. Н. Алексеева пригласили работать со сборной СССР в качестве помощника Степана Спандаряна. В финальной стадии олимпийского турнира в Риме (Италия) наши спортсмены сумели одолеть сильных соперников из Италии и Бразилии, и, уступив лишь традиционно очень сильным американцам, завоевали серебряные олимпийские медали. По итогам года Е. Н. Алексееву было присвоено почетное звание заслуженного тренера СССР.
В 1961 году дуэт тренеров С. Спандарян и Е. Алексеев привел сборную команду СССР к победе на чемпионате Европы в Белграде.
Выйдя в отставку в 1967 году в звании майора, Е. Н. Алексеев продолжал тренировать. Несколько лет работал главным тренером мужской баскетбольной команды «Динамо» (Москва), которая дважды становилась бронзовым призёром чемпионата СССР (1975, 1976). Под руководством тренеров Е. Алексеева и Д. Берлина женская команда «Спартак» (Ногинск) трижды (1977, 1981, 1982) выиграла «Кубок Лилиан Ронкетти», а в 1978 году стала чемпионом СССР.
Скончался 28 февраля 2005 года. Похоронен на Химкинском кладбище.

## Награды
- Орден «Знак Почёта» (27.04.1957) — «за успехи, достигнутые в деле развития массового физкультурного движения в стране, повышения мастерства советских спортсменов, и успешное выступление на международных соревнованиях»
- Орден Дружбы Народов
- Медаль «За трудовую доблесть»
- Медаль «За трудовое отличие» (16.09.1960) — за успешные выступления в XVII летних и VIII зимних Олимпийских играх 1960 года, а также за выдающиеся спортивные достижения[3]

## Семья
Супруга Е. Н. Алексеева Л. В. Алексеева (Ракевич) — заслуженный мастер спорта, заслуженный тренер СССР, также посвятила всю жизнь баскетболу. Воспитал двух дочерей.